# Fannia trimaculata
Fannia trimaculata är en tvåvingeart som först beskrevs av Stein 1898.  Fannia trimaculata ingår i släktet Fannia och familjen takdansflugor. Inga underarter finns listade i Catalogue of Life.